# Io non sono lì
Io non sono lì è un singolo del cantautore italiano Claudio Baglioni, pubblicato il 6 novembre 2020.

## Video musicale
Il videoclip ufficiale è stato pubblicato il 28 novembre 2020.

## Tracce
Testi e musiche di Claudio Baglioni.
1. Io non sono lì – 4:41